# Polizia monegasca
La Polizia monegasca (in francese Police de Monaco) è l'unica forza di pubblica sicurezza del Principato di Monaco.
Dal punto di vista politico dipende direttamente da:
- Ministero di Stato (ministro di Stato  Pierre Dartout),
  - Dipartimento dell'interno (consigliere governativo - ministro dell'interno Patrice Cellario), 
    - Direzione di pubblica sicurezza (direttore di pubblica sicurezza - commissario divisionario Richard Marangoni).

## Storia
Nel 1858 venne strutturato per la prima volta un corpo di polizia nel Principato di Monaco con capo il commissario Yves-Marie Lucas.
Nel 1877 venne nominato capo della polizia monegasca Antoine Angeli, e dieci anni più tardi Napoléon Delalonde.
Con l'ordinanza sovrana n° 971 del 23 giugno 1902 il principe Alberto I un dipartimento di sicurezza pubblico, col tempo la polizia monegasca è passata da 50 unità alle attuali 517.
La polizia monegasca fa parte dell'Interpol e il congresso di fondazione del 1914 si svolse nel Principato.
Dal 15 maggio al 15 settembre di ogni anno la divisione di Polizia marittima (Police Maritime) svolge servizio di sorveglianza nella spiaggia di Larvotto.
Inoltre è di sua competenza controllare i detenuti incarcerati nel carcere di Monaco a Monaco Vecchia.

## Sezioni
- SIGER, Sezione per l'informazione generale, degli studi e dell'insegnamento
- Consiglio tecnico, che si occupa della raccolta di informazioni economiche e di prevenzione dei rischi
- Segretariato generale
- Segretariato particolare
- IGSP, Ispettorato dei servizi di polizia
- Gruppo di sicurezza della famiglia sovrana, che si occupa della sicurezza della famiglia Grimaldi

## Direzione di pubblica sicurezza
La Direzione di pubblica sicurezza si divide in 5 divisioni:
- Divisione polizia urbana
- Divisione polizia amministrativa
- Divisione polizia giudiziaria
- Divisione dell'amministrazione e della formazione
- Divisione di polizia marittima e aeroportuale

## Personale e mezzi
519 membri
11 stazioni di polizia
100 veicoli terrestri e marittimi

## Suddivisione del personale
| Quadri dirigenziali | Personale in abiti civili | Personale in uniforme | Personale amministrativo | TOTALE |
| ------------------- | ------------------------- | --------------------- | ------------------------ | ------ |
| 6                   | 93                        | 370                   | 50                       | 519    |

Fonte: police.gouv.mc

## Stazioni di polizia
Direzione di pubblica sicurezza: 3-4, rue Louis Notari
Stazione di polizia della Rocca: Avenue de la Porte-Neuve
Stazione di polizia della Condamine: Rue Louis Notari
Stazione di polizia dell'eliporto (Fontvieille): Terre-Plein de Fontvieille
Stazione di polizia di Fontvieille: Place du Campanile Saint-Nicholas
Stazione di polizia di Lamarck: Square Lamarck
Stazione di polizia di Testimonio (Saint Roman): Boulevard d'Italie
Stazione di polizia di Larvotto: Avenue Princesse Grâce
Stazione di polizia marittima: Quai Antoine 1er
Stazione di pronto soccorso e polizia marittima (spiaggia di Larvotto) (solo estiva)

## Mezzi terrestri
- 8 utilitarie
- 1 veicolo 4x4
- 26 moto di diversa cilindrata
- 24 scooter

N.B.: 2 mezzi sono riservati alla formazione.

## Mezzi marittimi
- 1 imbarcazione di salvataggio, la "Vigilante";
- 1 imbarcazione veloce semirigida, il "Libecciu";
- 1 imbarcazione pneumatica a scafo semirigido del tipo "Zodiak".

## Caratteristiche tecniche mezzi marittimi odierni e del passato
| Mezzo          | Utilizzo      | Lunghezza | Velocità massima |
| -------------- | ------------- | --------- | ---------------- |
| Grâce Patricia | 1961-1970     | 13 metri  | 16 nodi          |
| Jacques Boissy | 1973-1990     | 17 metri  | 25 nodi          |
| RH 1000        | 1989-2006     | 10 metri  | 40-45 nodi       |
| Vigilante      | 2006 - in uso | 18 metri  | 18 nodi          |
| Libecciu       | 2006 - in uso | 10 metri  | 50 nodi          |

## Galleria d'immagini

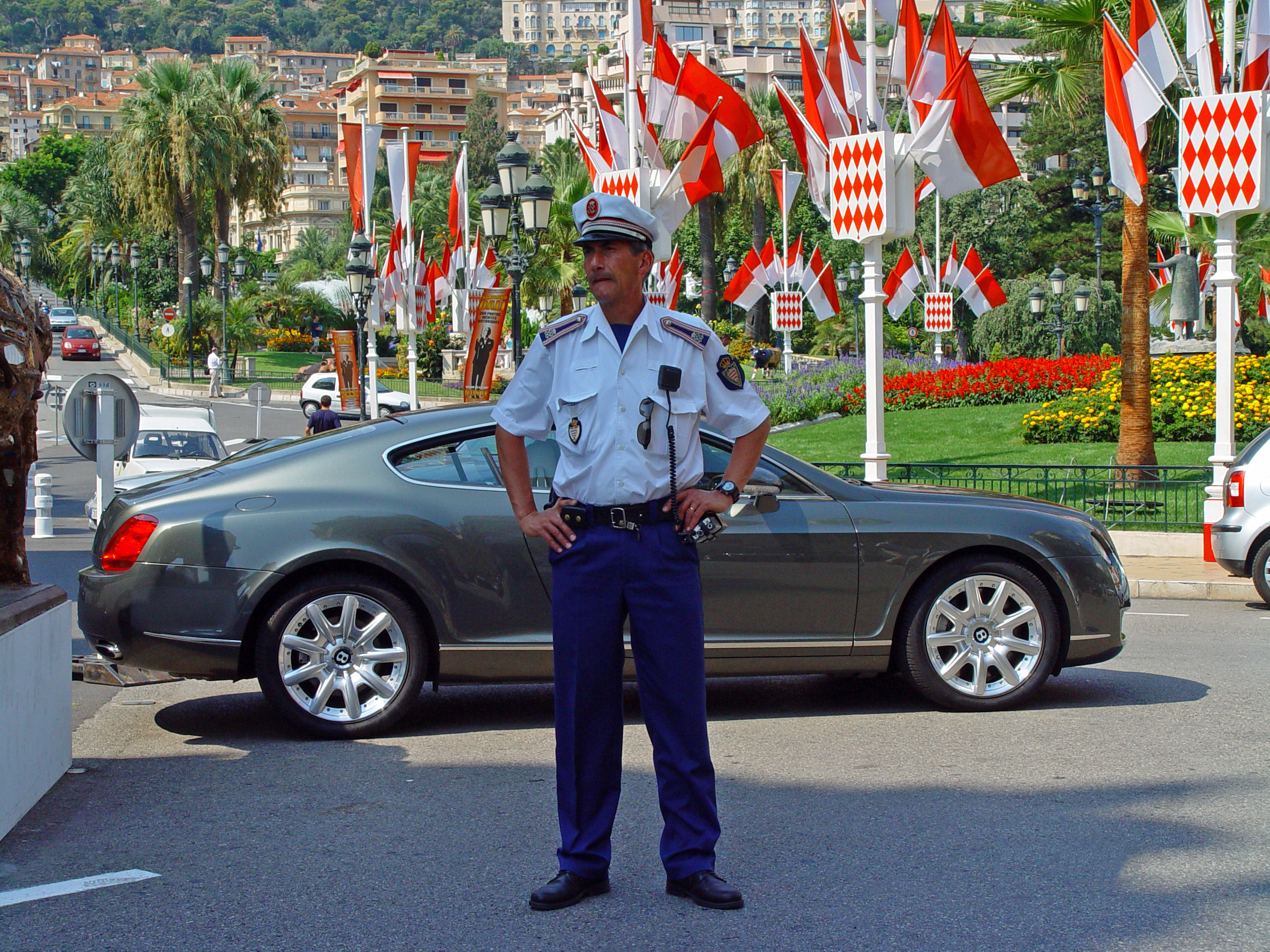
Un poliziotto in servizio dal Casinò di Monte Carlo.
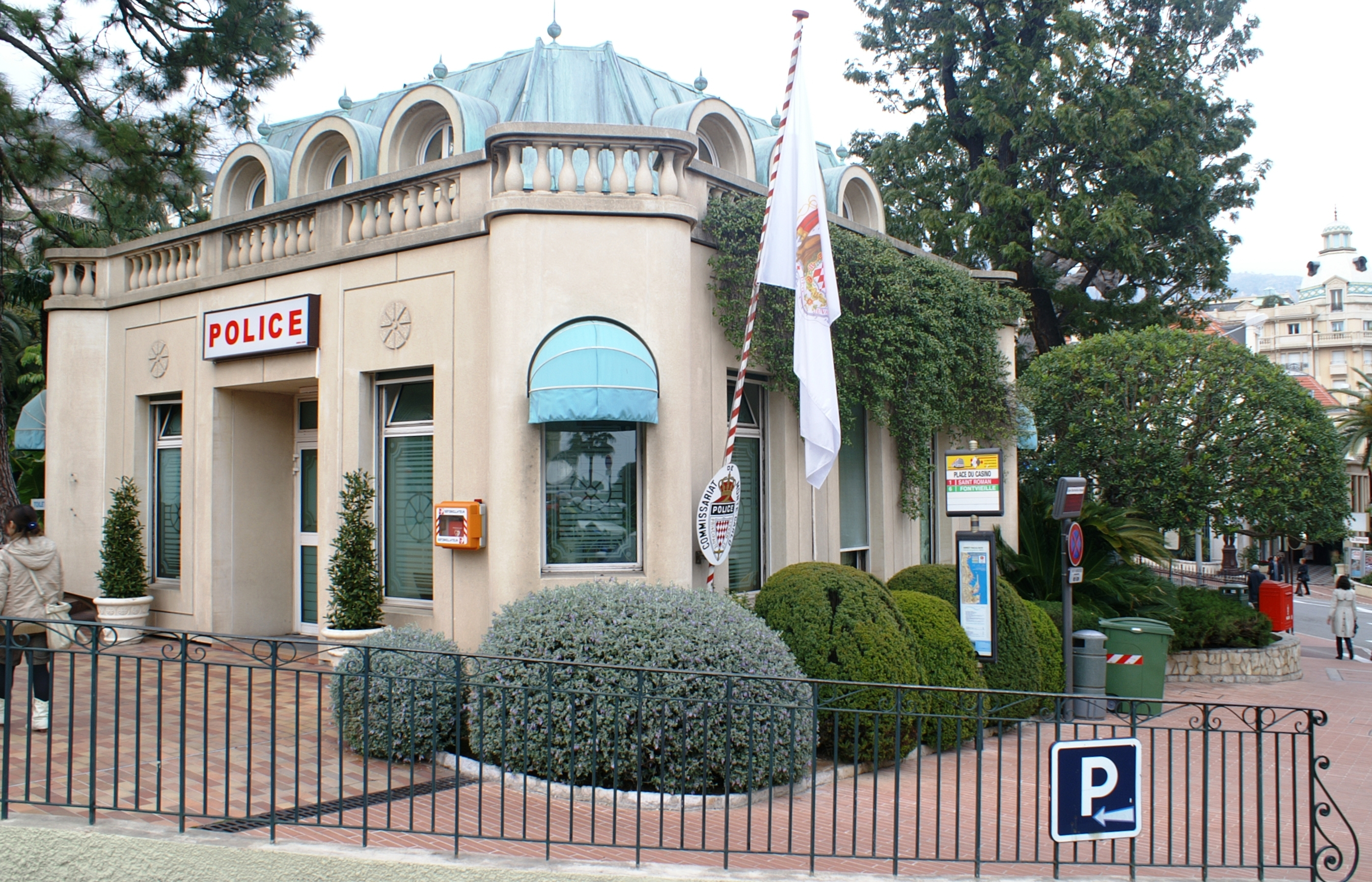
Il  Commissariato di Monte Carlo.
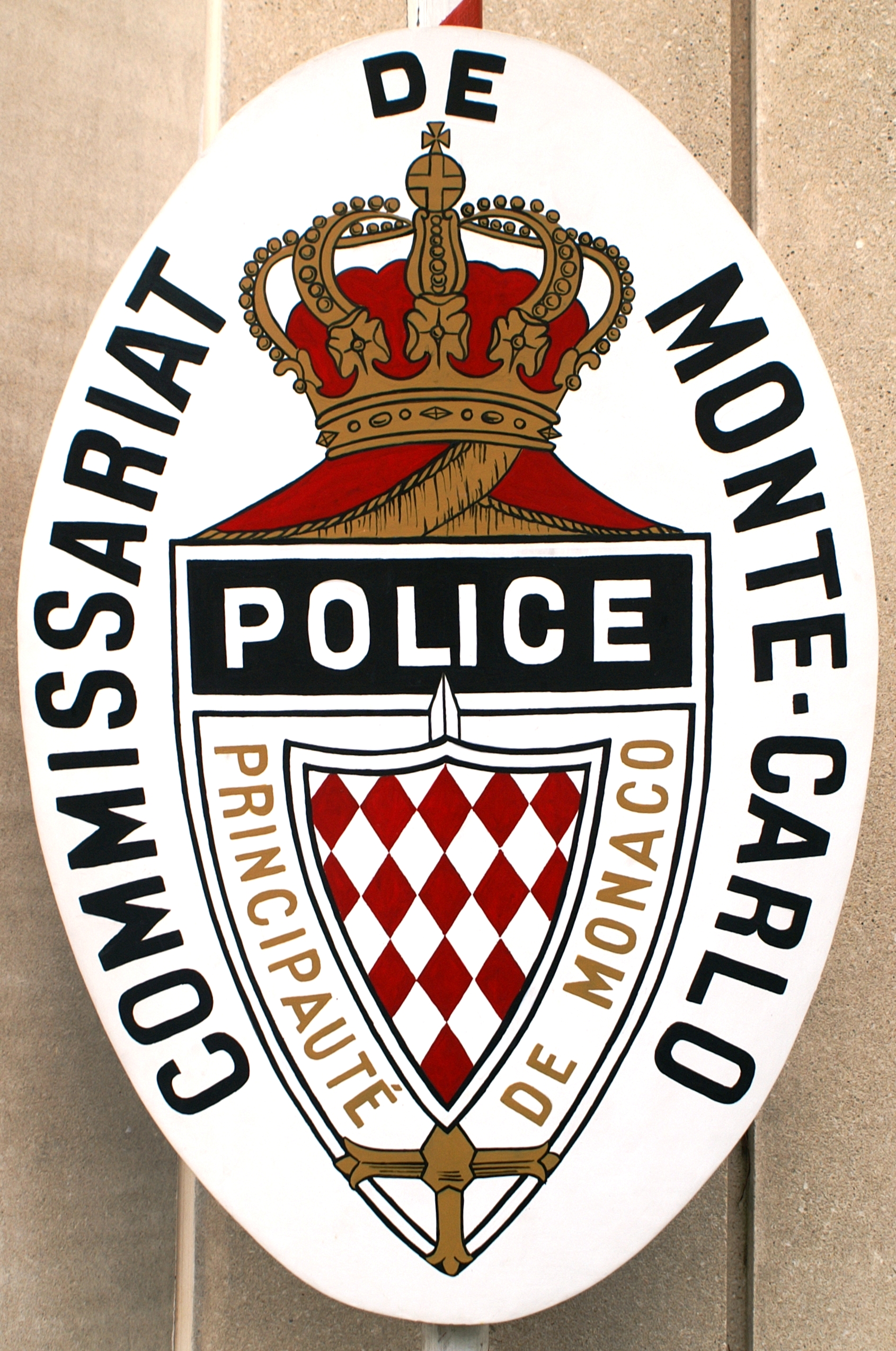
Stemma del  Commissariato di Monte Carlo.
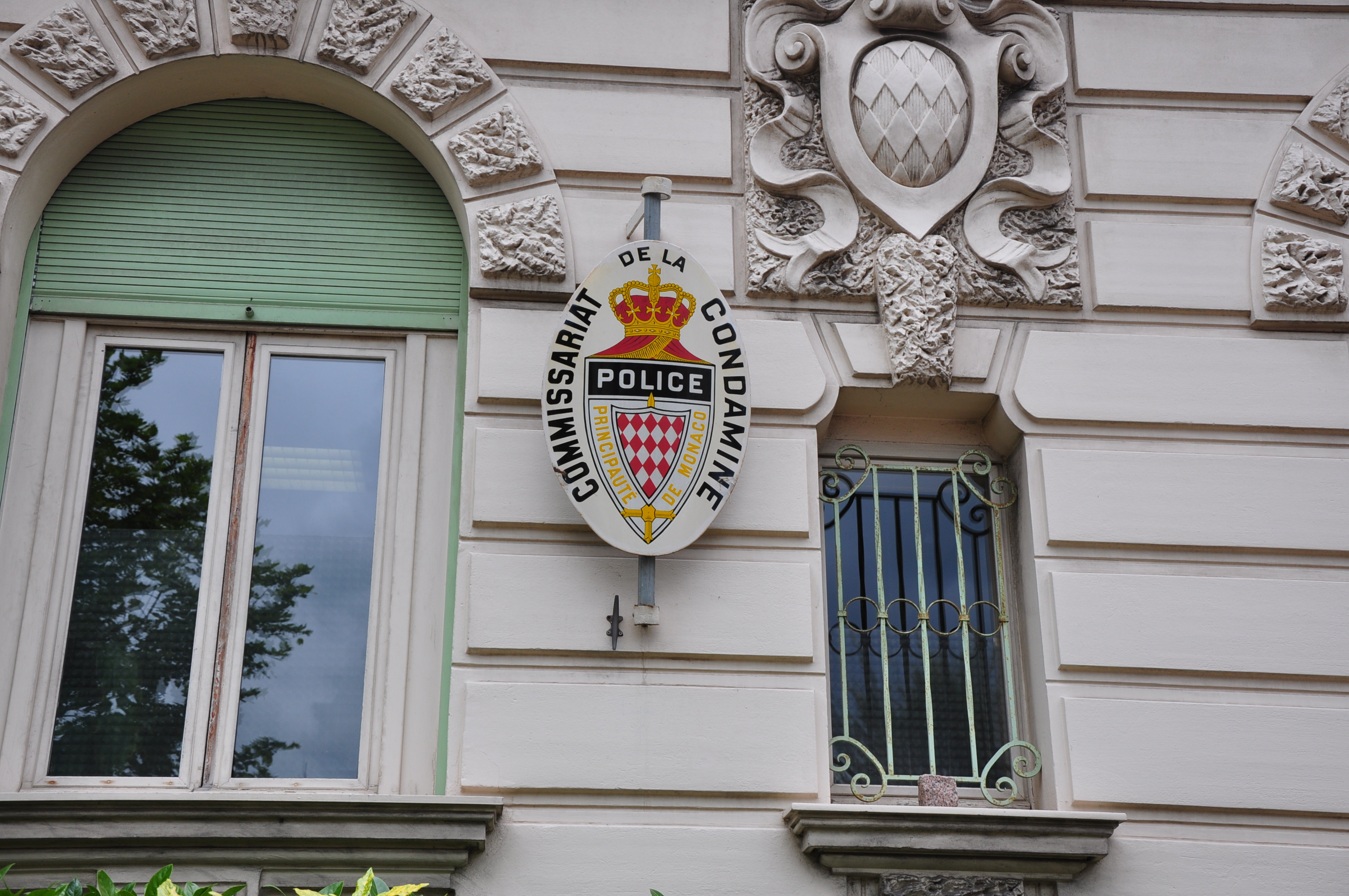
Il   Commissariato di La Condamine.
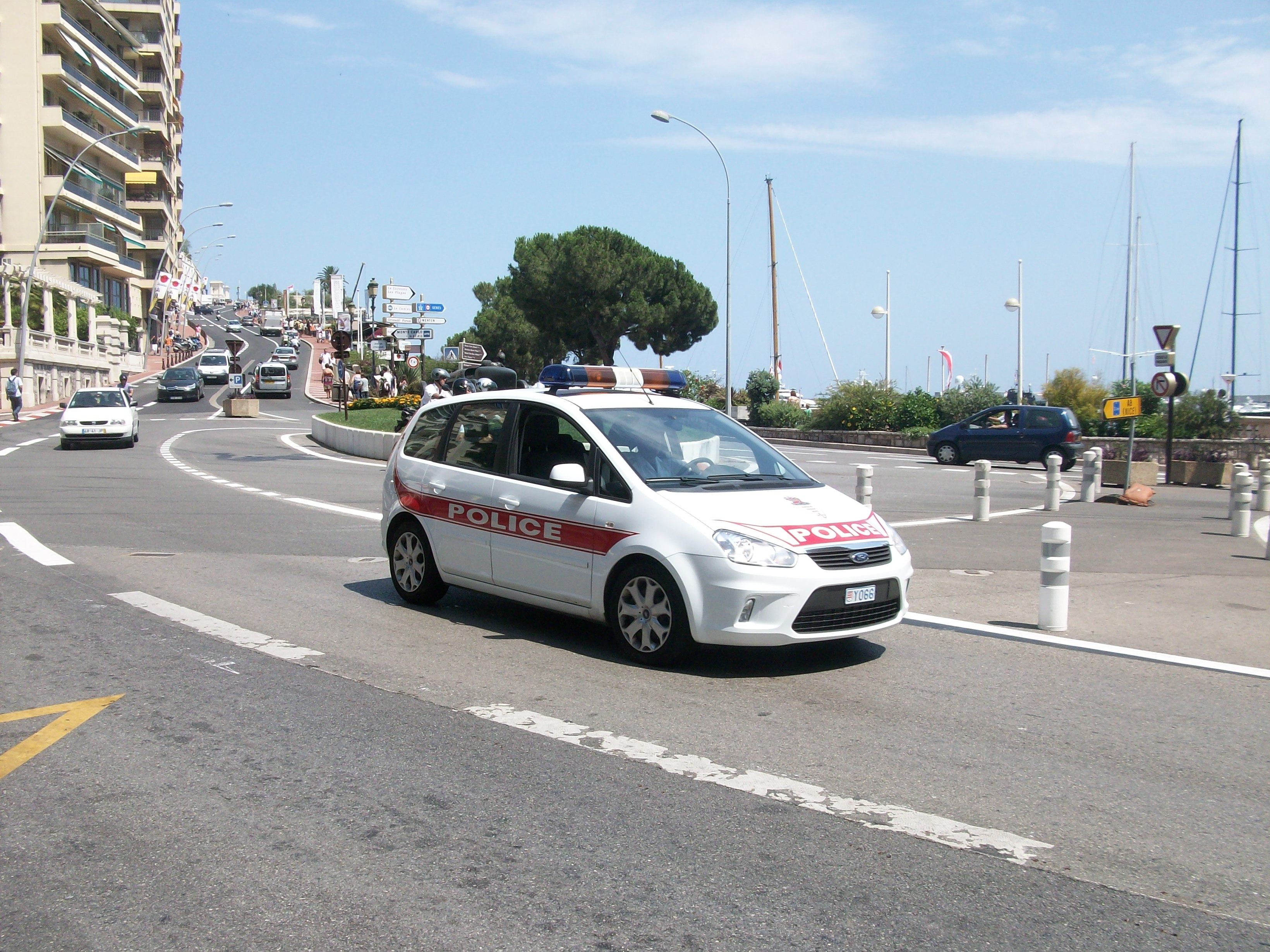
Una Ford C-Max della  Polizia monegasca in pattuglia.
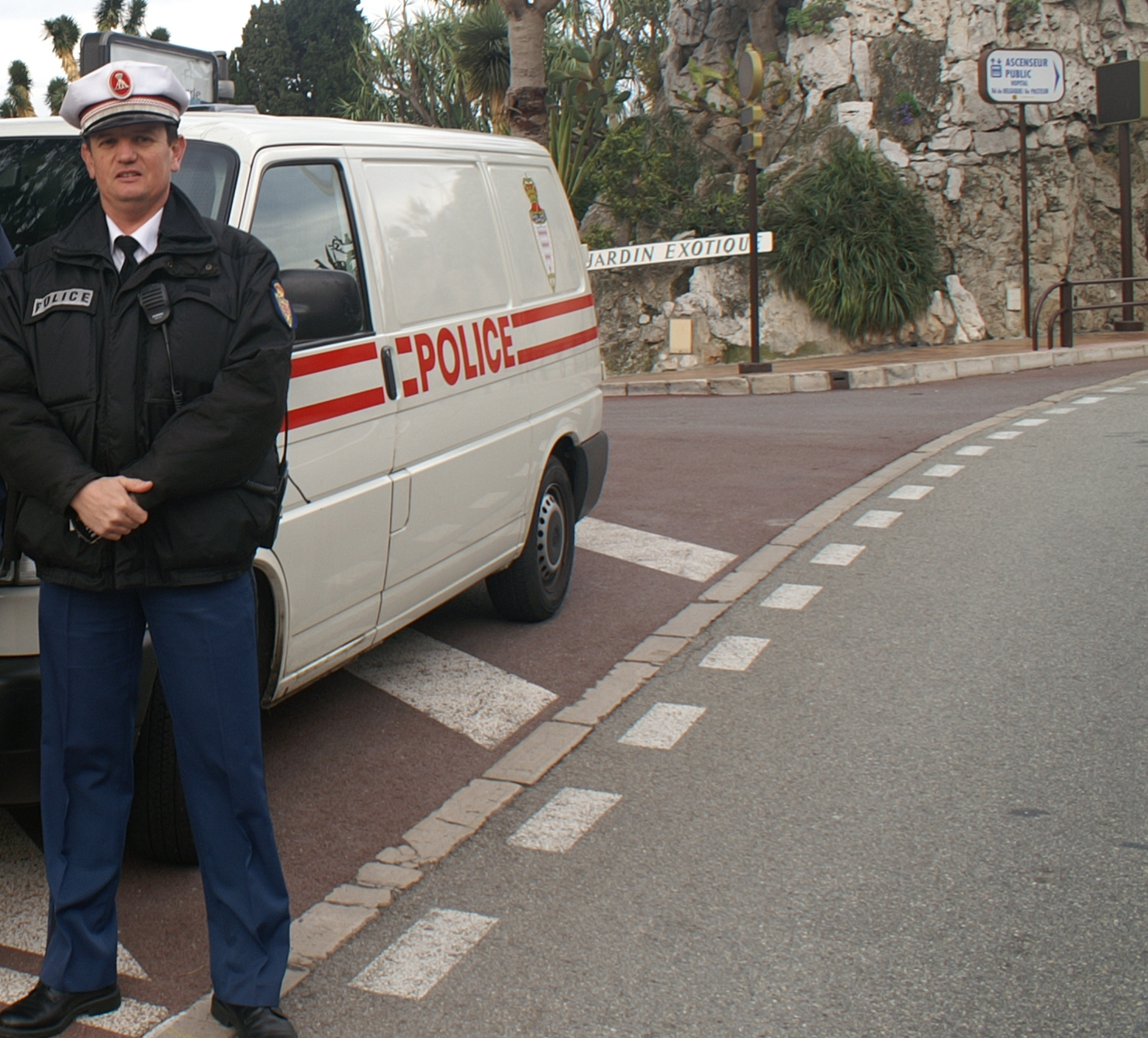
Un poliziotto con un Volkswagen Transporter al Giardino esotico.
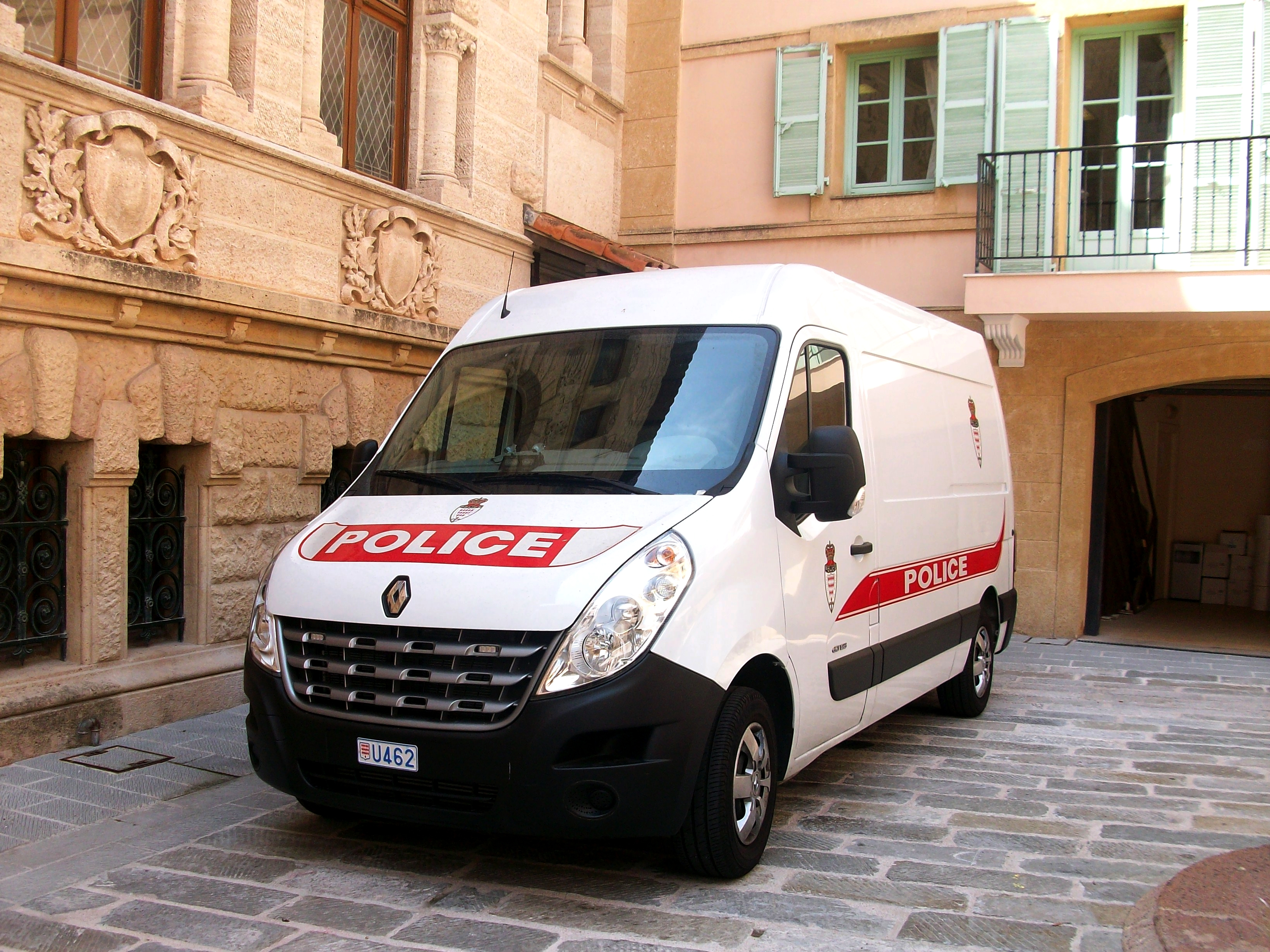
Un Renault Master della  Polizia monegasca
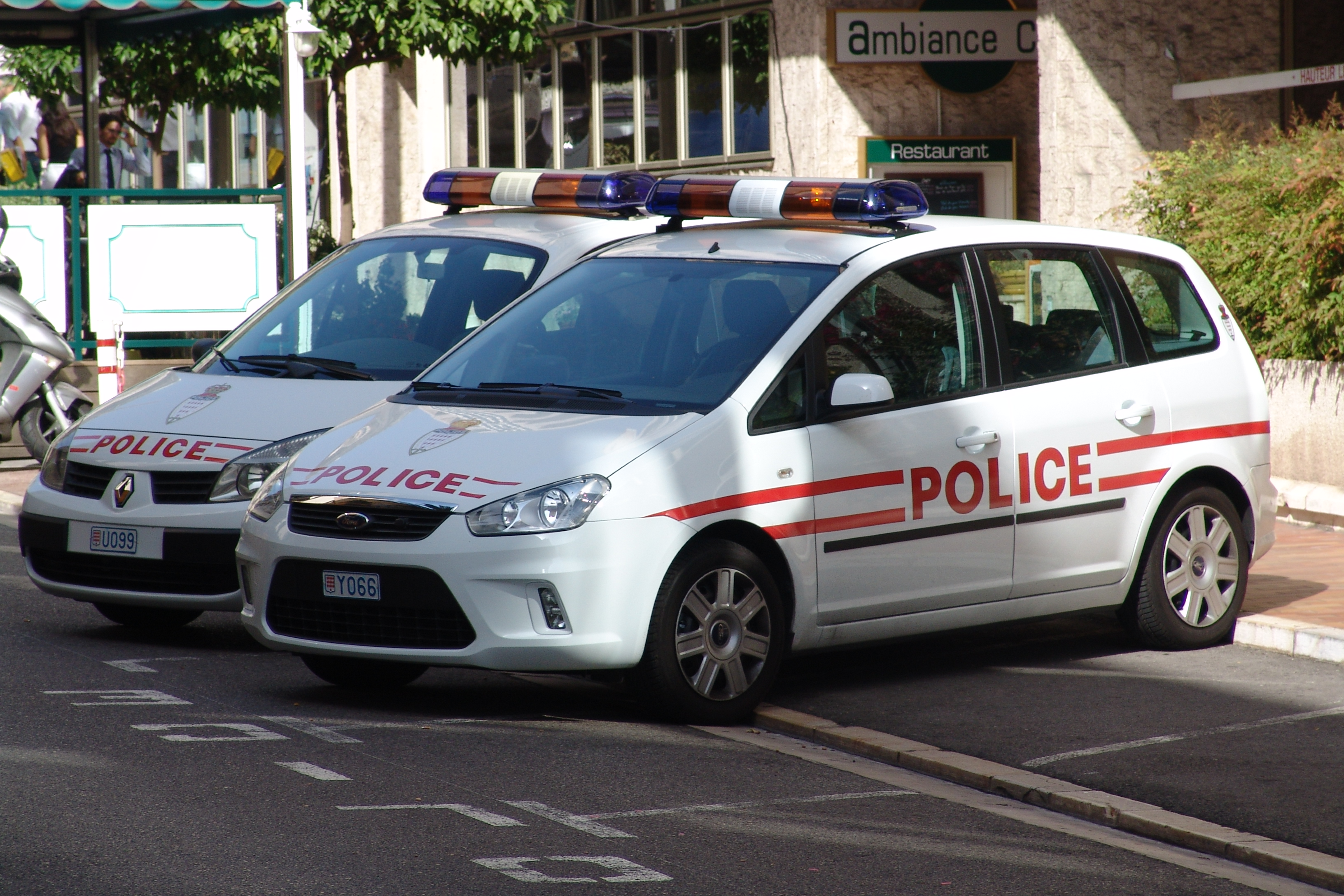
Un Renault Scénic e una Ford C-Max della  Polizia monegasca.
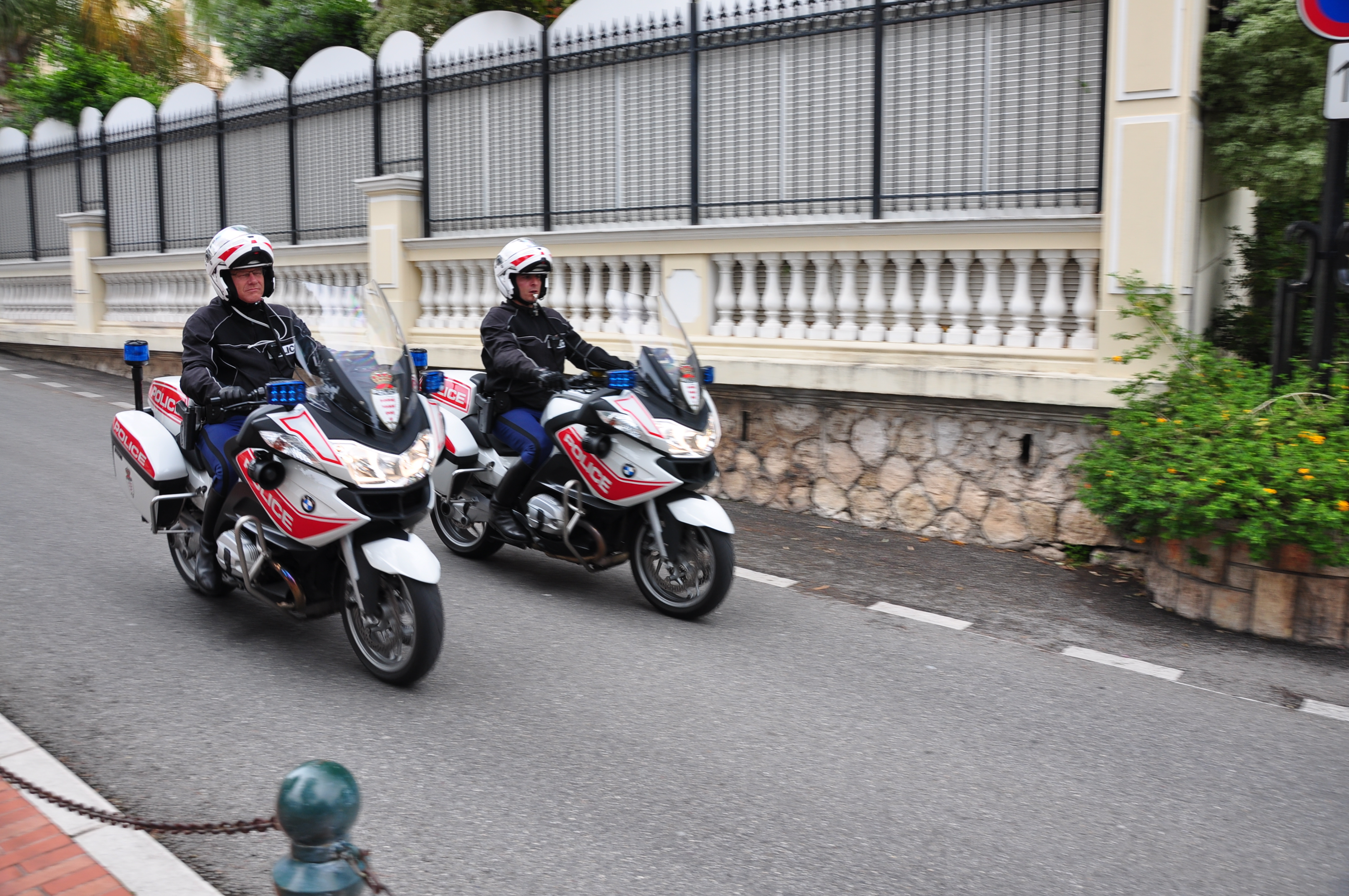
Due poliziotti con le BMW F800 GS in pattuglia.
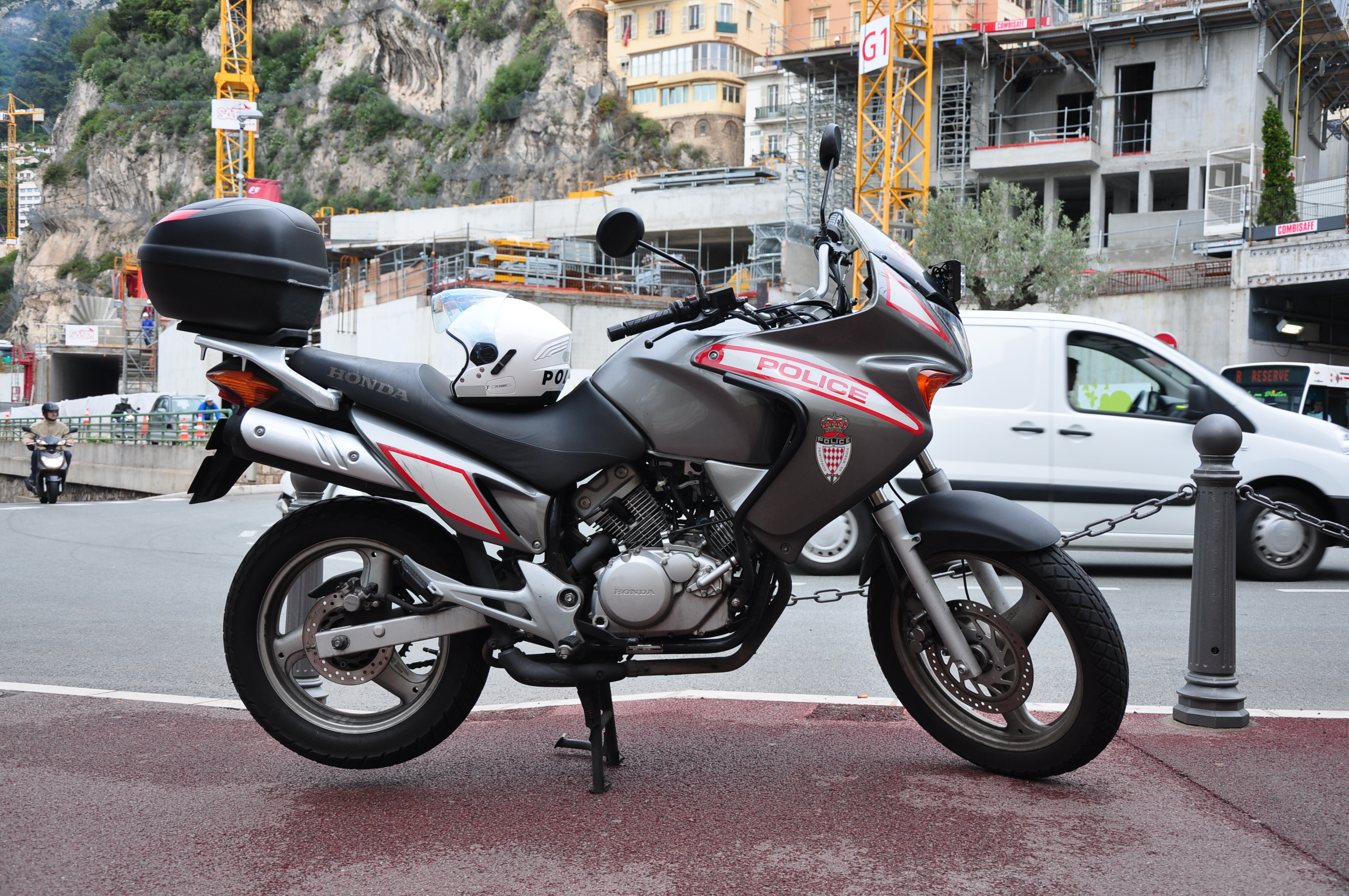
Una Honda della  Polizia monegasca.